# FIFA Football 2002
FIFA Football 2002 est un jeu vidéo de football sorti en 2001 pour les plateformes PlayStation, PlayStation 2, Windows et GameCube. Le jeu a été édité par EA Sports.

Thierry Henry figure sur les jaquettes des éditions américaine, anglaise et française du jeu,. Il apparaît sur la jaquette française pour la deuxième année consécutive.

## Système de jeu
Ce titre est le premier de la série à inclure une jauge de puissance pour les passes.

## Bande-son
Le jeu avait comme thème principal « 19-2000 (Soulchild Remix) » de Gorillaz.